# 藪の鶯
『藪の鶯』（やぶのうぐいす）は、1888年（明治21年）に田辺花圃（のち三宅花圃）が発表した小説である。はじめて日本の女性によって書かれた近代的な小説と評される。1888年6月に発表された。金港堂刊行。巻頭には福地源一郎の序と坪内逍遥の序文があり、中島歌子が跋文を書いている。小説は全十二回、会話が中心であり、文章は雅俗折衷となっている。そのほか様々な面で坪内逍遥の『当世書生気質』の影響を受けている。

## 内容

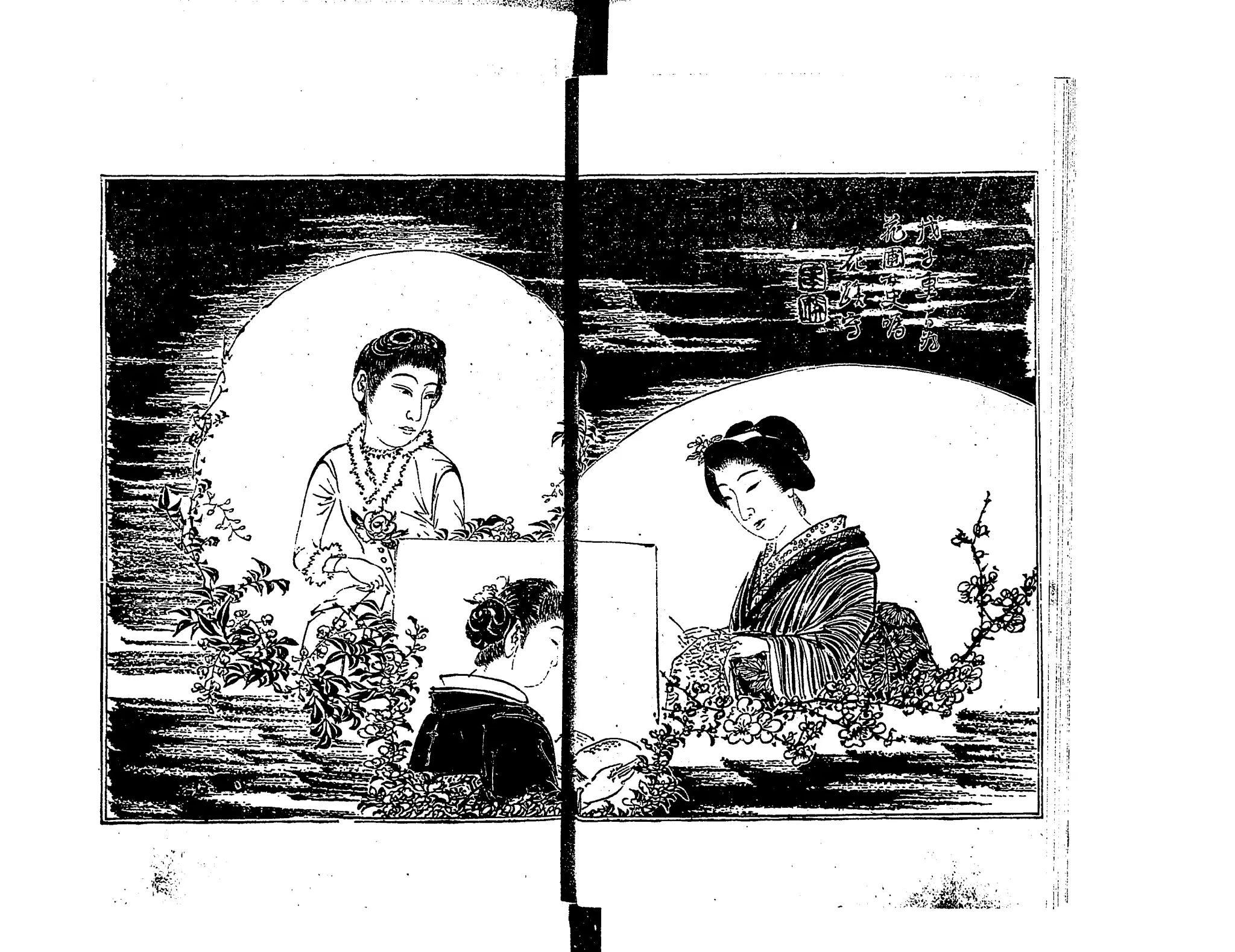
洋装の浜子、和服姿で毛糸を編む秀子、勉強をしている浪子、3人の姿を描いた『藪の鶯』初版の挿絵。

作品のテーマとしては「当時の若い女性の生き方」が取り上げられており、そのなかで極端かつ浅はかな欧化主義への批判と、「つつましやかでしかも教養が高く、また自主自立的な生活意志をも備えた女性」を理想とする価値観が描かれた。主要な登場人物は篠原浜子、服部浪子、松島秀子の3人の女性である。また、彼女らの恋愛（または結婚）の候補者となる山中正、宮崎一郎、篠原勤などといった人物も作内で多く出てくるが、明確な主人公は描かれていない。
子爵令嬢である篠原浜子は極端な欧化・開化主義者、まじめで着実な服部浪子は模範的な学生、貧しい境遇の松島秀子は両親が亡くなりながらも内職などで弟の学費を稼ぐ向上心を捨てない女性として描かれている。浜子は軽薄な官吏である山中正を気に入り結婚するが、山中に財産を奪われ捨てられる。一方で、作品内で理想的な女性として描かれた秀子は、浜子の元許嫁で洋行帰りの篠原勤と結婚し子爵夫人となる。浪子も勤の友人である宮崎一郎と結婚し幸せな家庭をすごすようになる。浜子を通して浅薄な欧化主義への批判、松島秀子を通して理想の女性像が描かれているとされる。

## 背景
花圃本人によれば、『藪の鶯』が書かれたきっかけは、当時の田辺家が死んだ兄の法事も行えないほど窮乏しており、そのとき花圃が評判となっていた坪内逍遥の『当世書生気質』を読んだことであり、花圃はこれなら書けると思い小説が書かれた。発表に当たり、作品の草稿は逍遥による訂正加朱を受けた。原稿料は33円20銭であり、この原稿料によって金に窮乏していた田辺家は、花圃の亡き兄の一周忌を済ますことができた。
『藪の鶯』が書かれた1888年は、欧化主義がとられた鹿鳴館時代の末期にあたる。花圃も小説執筆当時は、欧化主義を重視していた東京高等女学校に在籍していたが、花圃自身は欧化主義には批判的であった。そのため、西洋かぶれとして描かれた浜子は鹿鳴館などの社交界では華やかであるものの、作品内で理想とされる「実直・勤勉な家婦像」からは外れた存在として劇画されている。なお花圃は、東京高等女学校に入学する以前には、桜井女学校や明治女学校にも入学した経験がある。

## 評価
「本格的な批評にさらされた最初の女性の小説」とも言われる。石橋忍月は、「藪鶯の細評」という評論の中で、既に1887年（明治20年）に出された中島湘煙の小説『善悪の岐』と比べて、「一等超拔するの感あり」と評価するも、主人公が不在であり境遇の変化が無く、その他小説としての条件が欠けた書であるとして酷評した。一方で、小説家の石橋思案は同作を擁護したことにより忍月との間で論争となった。この主人公が誰か明確になっていないという作品の問題は、その後の『藪の鶯』論においても共通認識となっている。同作は出版された翌年には再版され、一般でよく読まれたとされる。
一方で宮本百合子は、『藪の鶯』の主人公を浪子とみなし、浪子を通じて生意気にならない程度に物を知りつつ、旧弊ではないものの、女性の社会的独立を求めるようなことはせず、良い配偶者の許で内助をしながら共稼ぎをするという理想の女性像が描かれていることを指摘している。『藪の鶯』自体は「「当世書生気質」の跡をふんで」おり、独創性はみられないが、当時のなかではまとまりもあり秀でた作品であると評価している。また宮本は、作品から読み取れる花圃の「人生態度の分別のよさ」と欧化主義の後に台頭してきた国粋主義とのつながりを見出している。
和田繁二郎は、『藪の鶯』には当時の浅薄な欧化主義の影響を受けた風俗への批判と、その背景にある藩閥政府への批判があることを読み取り、「時代の真実につながる高さを保った作品」と評価している。関礼子は、鹿鳴館時代の女性の開放的側面も持った篠原浜子が劇画化され零落した結末となり、秀子や浪子に「有効な現実性」が与えられたことから、花圃が「時代の常識性と妥協」した点を見出している。北田幸恵は主人公不在の問題について、当時の花圃が女学校で得た新たな価値観や感性とナショナリズムや保守主義的な考えとの間での葛藤により生じたと指摘している。